# Агнита
Агнита (рум. Agnita, мађ. Szentágota) град је у Румунији, у средишњем делу државе. Агнита је важан град округа Сибињ.
Агнита је према последњем попису из 2002. године имала 10.894 становника.

## Географија
Град Агнита налази се у средишњем делу историјске историјске покрајине Трансилваније, око 60 km североисточно од Сибиња, седишта округа.
Агнита се у средишњем, валовитом делу Трансилваније. Надморска висина града је око 450 m.

## Становништво
У односу на попис из 2002, број становника на попису из 2011. се смањио.
| 1966.  | 1977.  | 1992.  | 2002.  | 2011. |
| ------ | ------ | ------ | ------ | ----- |
| 10.865 | 12.853 | 12.325 | 12.115 | 8.732 |

Матични Румуни чине већину(93,1%) градског становништва Агните, а од мањина присутни су Немци (3,5%) и Роми (3,4%). Некада већинско немачко становништво се иселило у матицу током 20. века.